# Ultrahocherhitzung
Ultrahocherhitzung (Uperisierung, Uperisation oder auch Ultrahochkurzzeiterhitzung) ist ein Verfahren zur Konservierung von Lebensmitteln. Sie ist eine Alternative zur Pasteurisierung.

## Verfahren
Bei der Uperisation wird direkt heißer Dampf in das Konserviergut injiziert.
Das Verfahren kann angewendet werden für Dosensuppe, Eintopf, Sahne und andere Flüssigkeiten, jedoch nicht bei Produkten mit hitzeempfindlichen Bestandteilen. Vitamine und aromagebende Substanzen können auch durch kurzfristige Hitzeeinwirkung degradiert werden und denaturierte Stoffe oder Mikroorganismen können pyrogen wirken.

## Beispiel H-Milch
Weitaus am häufigsten wird die Ultrahocherhitzung für Milch angewandt. Dabei wird vorgewärmte Milch für 2–3 Sekunden auf 135 bis 150 °C erhitzt (ultrahocherhitzt bzw. ultrahochtemperiert, abgekürzt UHT bzw. u.h.t.) und  die Temperatur in einem Heißhalter für 2–6 Sekunden gehalten. Alle Keime werden durch die Ultrahocherhitzung abgetötet, ihre pyrogenen Zerfallsstoffe bleiben jedoch erhalten.
H-Milch hat eine Haltbarkeit bis zu einem halben Jahr. Rein mikrobiologisch kann man auch ungeöffnete, abgelaufene H-Milch unbedenklich verkosten, jedoch kann die Milch „alt“ schmecken, da sich die Inhaltsstoffe mit der Zeit abbauen und dadurch das Aroma verändert.